# Munár

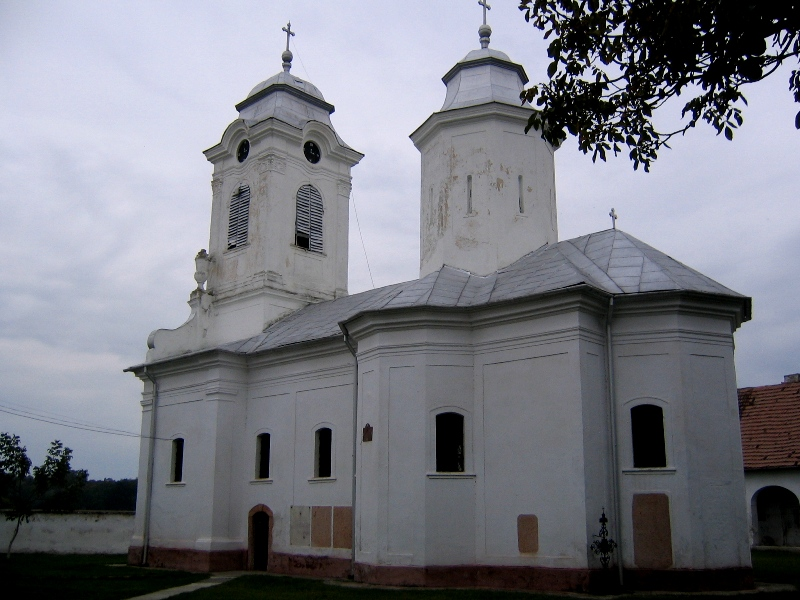
A kolostor temploma

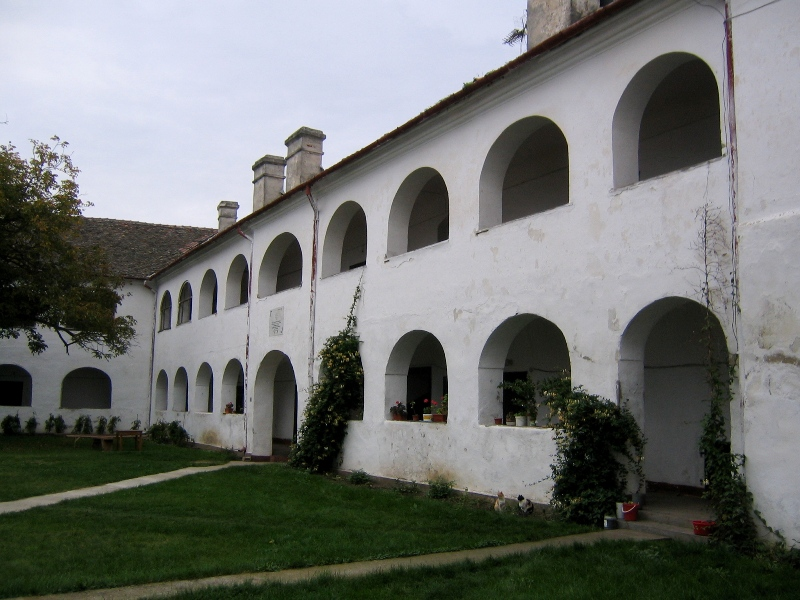

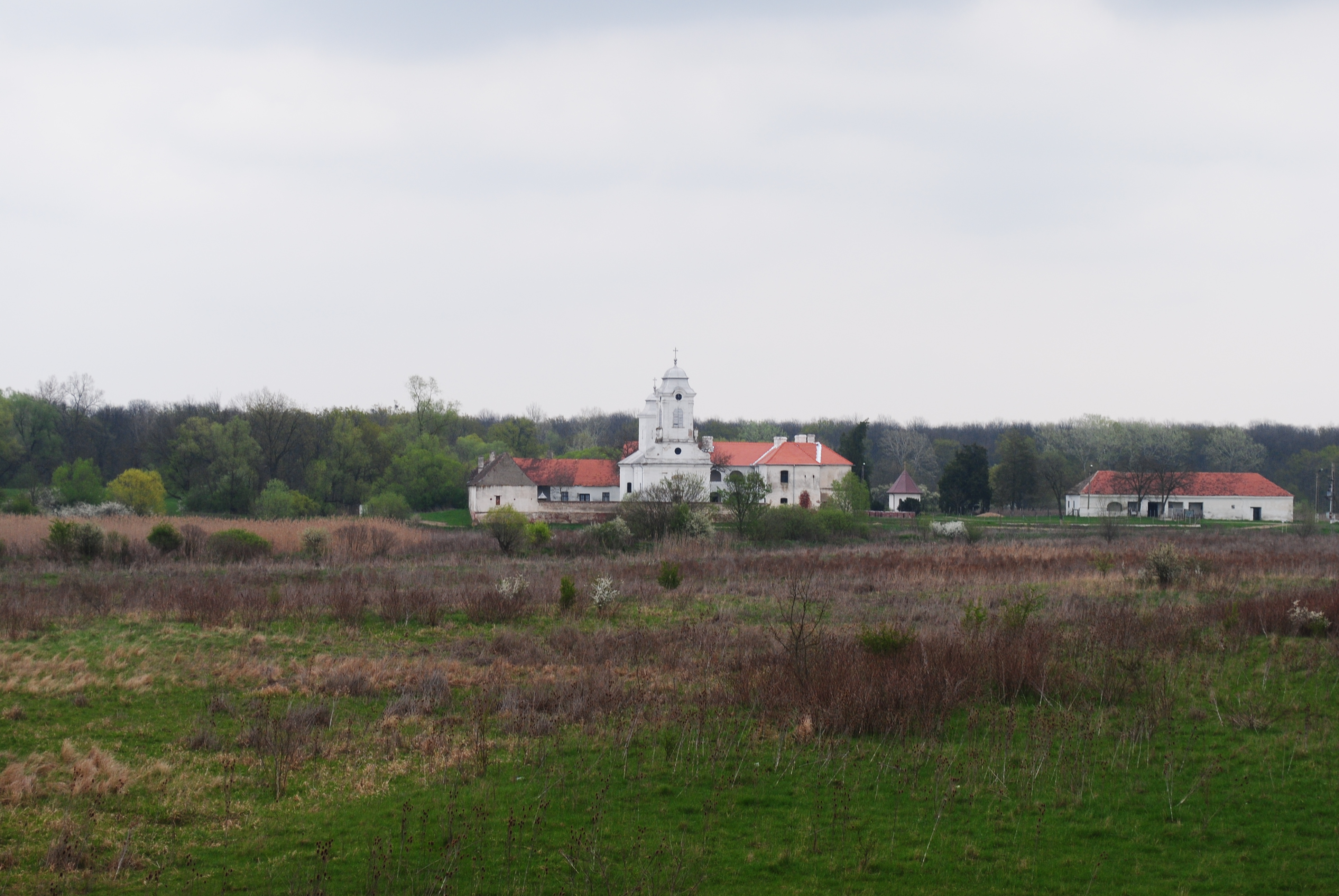

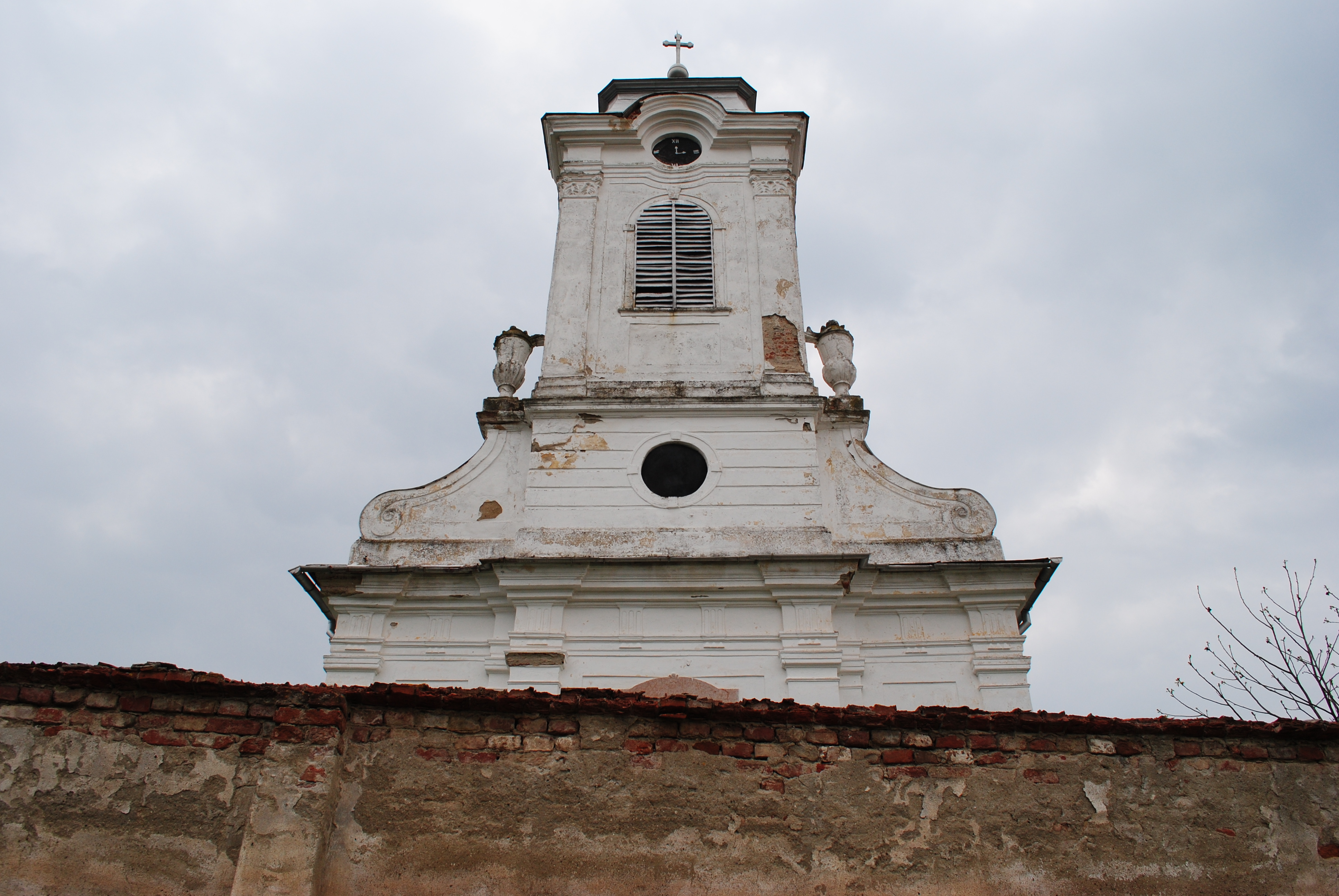

Munár (románul: Munar, szerbül: Мунара) falu Romániában, a Bánátban, Arad megyében.

## Fekvése
Aradtól 35 km-re délnyugatra, az Aranka bal partján fekszik.

## Története
A középkorban Csanád vármegyei falu volt, közelében feküdt a rahoncai kolostor. A 15. században szerbek települtek be. 1219-ben Monor, 1448-ban Munar, 1554-ben Munara, 1560-ban Menara, 1563-ban Munora, 1663-ban Monora.
1717-ben tizenhat házból állt. 1725-ban és 1738-ban németek telepedtek meg, de egyik telepítés sem bizonyult hosszú életűnek, mert új lakói elhagyták. A bezdini apát 1752-ben 1600 holdas mintagazdaságot hozott létre benne, halastóval, serfőzdével, külön gyümölcs- és gabonapálinka-főzővel. 1777 körül románok költöztek be.
Fényes Elek szerint 1851-ben „oláh falu, Temes vmegyében, az Aradról Torontálba vivő kövecses uton, 2 mfd. távolságra, 5 zsidó, 577 n. e. óhitü lak., és tanodával. Határa 2307 hold 1400 négyszögöl, mellyből 728 h. szántóföld, 703 hold rét, 775 hold legelő, 60 h. házhely, 4 h. szőlő, 795 h. erdő, 93 h. kivágás. Urbériség: 973 h.; majorsági 1334 hold, 1400 négyszögöl. Gazdag fekete földe búza és kukoriczára legalkalmasabb. Czigara és Sztogos juhot sokat tartanak lakosai. Van itt egy nagyszerü sörház, és egy nagy szeszgyár, melly évenkint 1440 pft. haszonbért jövedelmez. Birja a helységet a bezdini n. e. óhitü kalugyer zárda. Fekszik ez közel a helységhez egy gyönyörű erdő közepén, regényes vidéken. Udvara közepén van nagy, régi modorban épitett, igen csinos szerkezetű templom, s a helység lakói rendesen isteni szolgálatra, a környékbeliek pedig bucsura szoktak járni. E zárda egy apát által kormányoztatik, s alatta több szerzetesek állanak. A zárda mellett folyik el a holt Maros, s e részen nyulik el a romai sáncz is. A Maroson kivül még Galambos és Aranka patakok nedvesitik Munár határát, mellyen az aradi ut mellett egy nagyszerű vár romai láthatók, mellyek jelenleg csekély borral fizető tőkékkel vannak beültetve. Végre van még itt egy nádas, és egy halastó (Mertfák), melly 200 pftot jövedelmez.”
A faluban álló három templom közül a románoké 1880-ban, a szerbeké 1923-ban, tornya 1957-ben, a római katolikusoké 1929–1930-ban épült. Utóbbi egyház hívei 1937-ben szerveztek rövid időre saját plébániát. A szerb nyelvű oktatás 1987-ben szűnt meg a faluban.

## Népessége
- 1900-ban 634 lakosából 376 volt román, 159 magyar, 65 szerb és 31 német anyanyelvű; 449 ortodox és 168 római katolikus vallású.
- 2002-ben 502 lakosából 418 volt román, 62 magyar és 19 szerb nemzetiségű; 429 ortodox és 67 római katolikus vallású.

## Nevezetességei
- A falutól négy km-re északkeletre, ártéri tölgyesben, a Maros-ártér Natúrpark Nagyporond (Prundul Mare) rezervátumának területén fekszik a bezdini szerb ortodox apácakolostor. Nagylaki Jaksics János alapította 1539-ben. Később a törökök felégették. 1740-ben Teodosije Veselinović egy az Athosz-hegyről származó, csodatevőként tisztelt ikont menekített magával Vinčából. 1848-ban az aradi honvéd helyőrség hadtápközpontként használta, a környéken pedig erdőket vágtak ki az aradi vár erősítésére.[7] Az 1871-ben Karlócán megkötött egyezmény értelmében a Bánátban kijelölt román ortodox egyházmegyék területéhez tartozó négy kolostor birtokaival együtt a szerb egyház kezén maradt. Így a bezdini is, amely egyébként az aradi román püspökség területén feküdt. A kolostor temploma a 16. század első felében épült, lóhere alaprajzú, három apszissal. A nyugati homlokzat tornyát 1690-ben vagy a 18. század első felében emelték. Ikonosztázionja 1802-ből való. Maga a kolostorépület az 1783-at megelőző évtizedekben épült, barokk stílusban. A leromlott állagú kolostorban 2009-ben egyetlen idős apáca élt.
- A kolostortól keletre a Bezdini-tó, tündérrózsákkal. A tónál felépített Libus András Madárles ideális madármegfigyelőhely.
- A kolostor uradalmának 1741-ből és 1746-ból való, latin és ószláv nyelvű határkövei.

## Híres emberek
- 1783 és 1789 között a kolostor arhimandritája volt Gerasim Adamović későbbi erdélyi püspök.